# Jaida Essence Hall
Jaida Essence Hall, pseudonimo di Jared Johnson (Milwaukee, 9 dicembre 1986), è un personaggio televisivo e drag queen statunitense vincitore della dodicesima edizione di RuPaul's Drag Race.

## Biografia
Johnson è venuto a contatto con l’arte drag intorno al 2010. "Hall" è il nome della sua famiglia drag: le sue madri sono Tajma Hall e Prada Diamond, e le sue sorelle drag sono Mercedes Iman Diamond, Dida Ritz e Kahmora Hall. Ha vinto numerosi titoli: Miss Five, Miss Gay Madison, Miss Wisconsin Club e Miss City of the Lakes. Nell'ottobre del 2020 Johnson è stato un protagonista nello spettacolo Savage X Fenty Fashion Show Vol.2 di Rihanna.
Jaida è stata annunciata come concorrente della dodicesima stagione di RuPaul's Drag Race il 23 gennaio 2020. È stata incoronata vincitrice (virtualmente) il 29 maggio 2020 dopo aver vinto un lipsync contro Crystal Methyd e Gigi Goode sulle note della canzone Survivor delle Destiny's Child. Grazie a questa performance, Jaida è stata nominata ai People's Choice Awards 2020, nella categoria Concorrenti.
Johnson si identifica come queer. Attualmente abita a West Allis .